# 福耳 THE BEST ACOUSTIC WORKS
『福耳 THE BEST ACOUSTIC WORKS』（ふくみみ・ザ・ベスト・アコースティック・ワークス）は、福耳が2010年7月21日にリリースしたセルフカバー・アルバム。アリオラジャパンより発売。

## 解説
本作は福耳参加メンバーが過去に発売した自身の楽曲を選出して、新たに最小限の楽器と歌で表現するアコースティック調で再録音したものを中心に構成したセルフカバー・アルバム。更に書き下ろし新曲・カバー楽曲・過去のライブで先行披露された楽曲も含まれた全13曲入り。

### パッケージ仕様
本作は特典DVD付初回限定盤と通常盤の2形態で発売。
DVDにはミュージック・ビデオ1曲と、レコーディング・メイキング映像4曲を収録。

## 収録曲

### CD
1. intro
  - 作詞・作曲・編曲：山崎将義
  - 歌：山崎まさよし
2. 星のかけらを探しに行こう Again<2010 Acoustic ver.>（新録）
  - 作詞：杏子　作曲：馬場一嘉・杏子　編曲：さだまさよし
  - 歌：杏子+さだまさよし（岡本定義[COIL]+山崎まさよし）
    - Augusta Camp 2010テーマ・ソング
    - 福耳の1stシングル。
3. 奏（かなで）<Studio Live ver.>（新録）
  - 作詞・作曲・編曲：大橋卓弥・常田真太郎
  - 歌：スキマスイッチ
    - スキマスイッチの2ndシングル
4. プール<July 2010 ver.>（新録）
  - 作詞・作曲：秦基博　編曲：久保田光太郎
  - 歌：秦基博
    - 秦基博の2ndシングル『鱗（うろこ）』のカップリング
5. そろそろいかなくちゃ
  - 作詞・作曲・編曲：スガシカオ
  - 歌：スガシカオ
    - スガシカオの4thアルバム『4Flusher』収録
6. ピアノとギターと愛の詩（新曲）
  - 作詞・作曲・編曲：大橋卓弥・さかいゆう
  - 歌：大橋卓弥+さかいゆう
    - Augusta Camp 2010テーマ・ソング
7. 渚にて
  - 作詞・作曲・編曲：岡本定義
  - 歌：岡本定義（COIL）
    - 岡本定義の2ndソロアルバム『ファンタジスタ』収録
8. Choose the light 2010（新録）
  - 作詞：YUKO　作曲・編曲者：Shimmy
  - 歌：mi-gu
    - mi-guの3rdアルバム『pulling from above』収録。
9. train<with PIANO>（新録）
  - 作詞・作曲・編曲：さかいゆう
  - 歌：さかいゆう
    - ショウゲート配給映画「パーマネント野ばら」主題歌
    - さかいゆうの音楽配信シングル
10. 明日のラストナイト<Acoustic ver.>（新曲）
  - 作詞・作曲・編曲：長澤知之
  - 歌：長澤知之
11. 恋するサンビスタ〜Happy Tune 250%〜（新録）
  - 作詞：岡本定義　作曲：小山晃平  編曲：ヤマサキテツヤ
  - 歌：杏子
    - NHK-FM「サタデーワイド」第1部「土曜日レディ～Lady Saturday Go」オープニング・テーマ
    - 杏子の13thアルバム『Just』収録
12. なごり雪 （新録）
  - 作詞・作曲：伊勢正三　編曲：秦基博・皆川真人
  - 歌：秦基博+元ちとせ
    - 養命酒製造「夜のやすらぎ ハーブの恵み」コマーシャルソング
    - イルカのカバー
13. やわらかなサイクル（初CD化）
  - 作詞・作曲・編曲：さだまさよし
  - 歌：元ちとせ+杏子+さだまさよし（岡本定義[COIL]+山崎まさよし）
    - JFL 2010年エコメッセージ・ソング
    - 新千歳空港エコエアポート 2010応援ソング
    - Augusta Camp 2010テーマ・ソング

### 初回限定盤DVD
1. 星のかけらを探しに行こう Again<2010 Acoustic ver.> Music Video
2. やわらかなサイクル レコーディング・メイキング
3. なごり雪 レコーディング・メイキング
4. ピアノとギターと愛の詩 レコーディング・メイキング
5. 星のかけらを探しに行こう Again<2010 Acoustic ver.> レコーディング・メイキング

## 参加アーティスト
- 杏子
- 山崎まさよし
- スガシカオ
- 岡本定義（COIL）
- あらきゆうこ（mi-gu）
- 元ちとせ
- スキマスイッチ
- 長澤知之
- 秦基博
- さかいゆう

## 参加ミュージシャン
intro
- 山崎まさよし：Vocal,Chorus,Acoustic Guitar,Kalimba
- 江川ゲンタ：Jembe

星のかけらを探しに行こう Again <2010 Acoustic Ver.>
- 杏子：Vocal
- さだまさよし：Chorus,Acoustic Guitar,Electric Guitar,Percussion,Vibes, Keyboards

奏(かなで) <Studio Live Ver.>
- 大橋卓弥：Vocal
- 常田真太郎：Piano

プール <July 2010 Ver.>
- 秦基博：Vocal,Acoustic Guitar,Percussion
- 久保田光太郎：Acoustic Guitar,E-bow,Mint Tablet
- 諸鍛治辰也：Glass Harp

そろそろいかなくちゃ
- スガシカオ：Vocal,Acoustic Guitar
- 森俊之：Keyboards
- 間宮工：Acoustic Guitar,Electric Guitar

ピアノとギターと愛の詩
- 大橋卓弥：Vocal,Acoustic Guitar,Drums
- さかいゆう：Vocal,Piano,Organ,Percussion
- 佐藤洋介：Bass
- 大酒組：Clap

渚にて
- 岡本定義：Vocal,Acoustic Guitar,Bass,Percussion
- 村山潤：Keyboards

Choose the Light 2010
- あらきゆうこ：Vocal,Percussion
- 清水ひろたか：Acoustic Guitar,Electric Guitar,Synthesizer,Fuzz Bass,Backing Vocal
- 名越由貴夫：8 Strings Bass,Sitar
- 細海魚：Toy Grand Piano
- U-zhaan：Tabla

train <with Piano>
- さかいゆう：Vocal,Piano

明日のラストナイト <Acoustic Ver.>
- 長澤知之：Vocal,Chorus,Acoustic Guitar,Glocken
- 濱野泰政：Percussion,Cello

恋するサンビスタ ～Happy Tune 250%～
- 杏子：Vocal
- 山崎まさよし：Pandeiro,Latin Chorus
- 岡本定義：Chorus,Latin Chorus
- 吉川理：Acoustic Guitar,Guitalele
- 千葉純治：Piano,Pianica
- Tatsu：Bass
- 小山晃平：Chorus
- ヤマサキテツヤ：Percussion,Other Instruments
- Happy Ninari隊：Latin Chorus

なごり雪
- 秦基博：Vocal,Acoustic Guitar
- 元ちとせ：Chorus
- 皆川真人：Electric Piano,Organ

やわらかなサイクル <2010 Acoustic Ver.>
- 元ちとせ：Vocal
- さだまさよし：Chorus,Acoustic Guitar,Electric Guitar,Percussion,Keyboards,Bass
- ASIVIのお客さん：Additional Chorus